# Liste der Baudenkmäler in Roggenburg (Bayern)

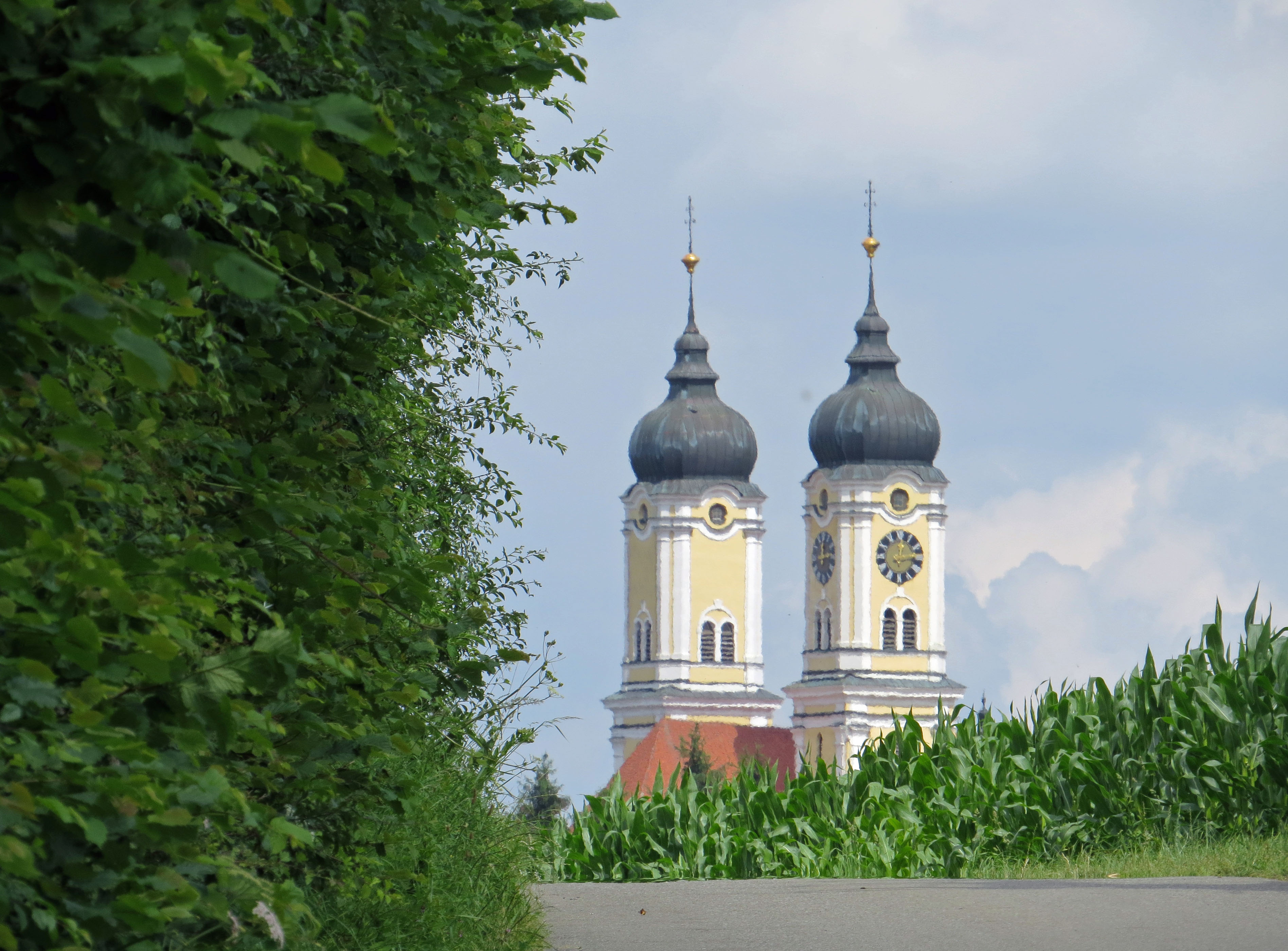
Klostertürme in Roggenburg

Auf dieser Seite sind die Baudenkmäler in der schwäbischen Gemeinde Roggenburg zusammengestellt. Diese Tabelle ist eine Teilliste der Liste der Baudenkmäler in Bayern. Grundlage ist die Bayerische Denkmalliste, die auf Basis des Bayerischen Denkmalschutzgesetzes vom 1. Oktober 1973 erstmals erstellt wurde und seither durch das Bayerische Landesamt für Denkmalpflege geführt wird. Die folgenden Angaben ersetzen nicht die rechtsverbindliche Auskunft der Denkmalschutzbehörde.

## Baudenkmäler nach Ortsteilen

### Roggenburg
| Lage                                                           | Objekt | Beschreibung | Akten-Nr.              | Bild                                                                                                |
| -------------------------------------------------------------- | --- | --- | ---------------------- | --------------------------------------------------------------------------------------------------- |
| Hauptstraße (Standort)                                         | Feldkapelle St. Norbert | Quadratischer, an drei Seiten durch Rundbögen geöffneter Bau mit Pilastergliederung und Walmdach, drittes Viertel 18. Jahrhundert | D-7-75-149-11          | weitere Bilder                                                                                      |
| Hauptstraße (bei der Kapelle St. Norbert) (Standort)           | Steinkreuz | Spätmittelalterlich | D-7-75-149-12          | weitere Bilder                                                                                      |
| Hauptstraße 2 (Standort)                                       | Ehemaliges Amtshaus des Reichsstifts Roggenburg, jetzt Schloss der Grafen Mirbach-Geldern                                             | Dreigeschossiger Baukörper mit Mansardwalmdach, wenig vorkragendem Mittelrisalit mit Lisenengliederung, Zwerchgiebel und Altane an der Hauptfront, erbaut mit Walmdach 1716, 1911 nach Plänen von Franz Zell umgebaut und erweitert mit je zwei Achsen an den Seiten und Mansarddach; Park im englischen Stil mit Garten- und Badehaus, 19. Jahrhundert, 1911 nach Osten erweitert | D-7-75-149-5           | weitere Bilder                                                                                      |
| Hauptstraße 4 (Standort)                                       | Gasthof | Zweigeschossiger Satteldachbau, im Kern um 1670, im 18. Jahrhundert erneuert | D-7-75-149-2           | weitere Bilder                                                                                      |
| Hauptstraße 9 (Standort)                                       | Ehemalige Kaserne des Reichsstifts Roggenburg, jetzt Wohnhaus                                                                         | Zweigeschossiges Doppelhaus mit Satteldach, im Kern wohl Ende 18. Jahrhundert, moderne Erweiterungen | D-7-75-149-1           | BW                                                                                                  |
| Hauptstraße 10 (Standort)                                      | Bauernhaus | Erdgeschossiger Mansarddachbau mit Zwerchgiebel und Wirtschaftsteil, um 1800 | D-7-75-149-3           | Bauernhaus                                                                                          |
| Illertisser Straße (Standort)                                  | Pumpenhaus des ehemaligen Klosters Roggenburg                                                                                         | Erdgeschossiger Satteldachbau, erstes Viertel 18. Jahrhundert | D-7-75-149-8           | Pumpenhaus des ehemaligen Klosters Roggenburg                                                       |
| Klosterstraße 1, 2, 3, 5, Prälatenhof 1, 2, 3, 4, 5 (Standort) | Ehemaliges Prämonstratenser-Reichsstift                                                                                               | Umfangreiche Anlage auf der Höhe östlich über dem Tal der Biber, der Überlieferung nach 1126 gegründet, 1444 zur Abtei erhoben, ab 1544 reichsunmittelbar, 1802 säkularisiert, 1960 ff. Restaurierung, 1982 Rückkehr der Prämonstratenser, 1986 offizielle Wiedererrichtung des Klosters, seit 1992 Prioriat, jetzt vielfältige Nutzung; sämtliche historische Gebäudeteile mit Ausstattung | D-7-75-149-6           | weitere Bilder                                                                                      |
| Klosterstraße 1, 2, 3, 5, Prälatenhof 1, 2, 3, 4, 5 (Standort) | Ehemaliges Prämonstratenser-Reichsstift, Klostergebäude                                                                               | Ausgedehntes Geviert, das die Kirche im Norden einschließt, dreigeschossige Satteldachbauten mit Putzgliederung und wenig vortretenden Eck- und Mittelrisaliten, Entwurf zur Gesamtanlage wohl von Christian Wiedemann, 1732 südwestlicher Eckrisalit und angrenzender Teil des Westflügels von Christian Wiedemann mit seinem Sohn Johann IV Wiedemann, 1750 Weiterführung des westlichen Flügels bis zu den Türmen der alten Kirche durch Jakob Jehle, 1752/53 nach Abbruch der Kirche nordwestlicher Eckrisalit, wohl bis 1758 Errichtung des Ostflügels, 1764 ff. Vollendung des Komplexes mit der Errichtung des Südflügels und des inneren Quertraktes | D-7-75-149-6 zugehörig | weitere Bilder                                                                                      |
| Klosterstraße 1, 2, 3, 5, Prälatenhof 1, 2, 3, 4, 5 (Standort) | Ehemaliges Prämonstratenser-Reichsstift, ehemalige Wirtschaftsgebäude mit Brauerei, Räume für Gäste, Gesinde und Werkstätten          | Zweigeschossige Dreiflügelanlage mit Satteldächern, nach Brand neu errichtet, um 1730, Nordteil des langen Hauptflügels durch einen modernen Neubau ersetzt | D-7-75-149-6 zugehörig | weitere Bilder                                                                                      |
| Klosterstraße 1, 2, 3, 5, Prälatenhof 1, 2, 3, 4, 5 (Standort) | Ehemaliges Prämonstratenser-Reichsstift, Torhaus                                                                                      | Zweigeschossiger Walmdachbau mit leicht vorschwingenden Außenachsen und Mittelrisalit, vielleicht von Joseph Dossenberger dem Jüngeren, um 1775/80 | D-7-75-149-6 zugehörig | weitere Bilder                                                                                      |
| Klosterstraße 1, 2, 3, 5, Prälatenhof 1, 2, 3, 4, 5 (Standort) | Ehemaliges Prämonstratenser-Reichsstift, Reste des südöstlichen Ökonomiegebäudes                                                      | Östliche Außenmauer, um 1775/80, 1952 und 1958 niedergebrannt, die übrigen Flügel des östlichen Klosterhofs neu erbaut | D-7-75-149-6 zugehörig | weitere Bilder                                                                                      |
| Klosterstraße 1, 2, 3, 5, Prälatenhof 1, 2, 3, 4, 5 (Standort) | Ehemaliges Prämonstratenser-Reichsstift, Brunnen                                                                                      | Hexagonales Becken mit älterer Sandsteinsäule, bezeichnet „1778“ | D-7-75-149-6 zugehörig | Ehemaliges Prämonstratenser-Reichsstift, Brunnen                                                    |
| Klosterstraße 1, 2, 3, 5, Prälatenhof 1, 2, 3, 4, 5 (Standort) | Ehemaliges Prämonstratenser-Reichsstift, zugehörige Reste des Barockgartens südöstlich des Klosters                                   | | D-7-75-149-6 zugehörig | Ehemaliges Prämonstratenser-Reichsstift, zugehörige Reste des Barockgartens südöstlich des Klosters |
| Klosterstraße 7 (Standort)                                     | Ehemalige Abteikirche des Prämonstratenser-Reichsstifts, jetzt katholische Pfarr- und Prämonstratenserklosterkirche Mariä Himmelfahrt | im Nordflügel des Klosters, mächtige, in Höhe und Breite reich gestaffelte Baumasse mit unterschiedlich abgestufter Dachlandschaft, einschiffiger, durch wenig tiefe Querarme erweiterter Raum mit langgestrecktem, korbbogig geschlossenem Chor und zwei westlich neben den Kreuzarmen platzierten Türmen, an Stelle der 1752 abgebrochenen Vorgängerkirche nach Plänen von Simpert Kramer errichtet und durch seinen Sohn Johann Martin Kramer vollendet, 1752–1758 | D-7-75-149-4           | weitere Bilder                                                                                      |
| Prälatenhof (Standort)                                         | Wasserturm | Auf quadratischem Sockel und oktogonalem Aufsatz moderner achteckiger Behälter, 1641, im 20. Jahrhundert erhöht | D-7-75-149-9           | Wasserturm                                                                                          |

### Biberach
| Lage                              | Objekt                                            | Beschreibung | Akten-Nr.               | Bild                   |
| --------------------------------- | ------------------------------------------------- | --- | ----------------------- | ---------------------- |
| An der Biber 8 (Standort)         | Bildstock                                         | Gemauerter Pfeiler mit Rundbogennische und Satteldach, wohl 20. Jahrhundert | D-7-75-149-15           | Bildstock              |
| Beim Schießerkreuz (Standort)     | Steinkreuz                                        | Spätmittelalterlich | D-7-75-149-16           | Steinkreuz             |
| Dorflinde 1 (Standort)            | Katholische Pfarrkirche St. Sebastian und Ottilia | Saalbau mit eingezogenem Polygonalchor und Satteldachturm, Sakristeianbau und Kerkernische im Süden, einheitlich spätgotisch um 1470/90, im 18. Jahrhundert mehrfach verändert, unter anderem wohl mit Verlängerung des Langhauses, zuletzt von Thaddäus Rieff, 1787; mit Ausstattung | D-7-75-149-14           | weitere Bilder         |
| Dorflinde 1 (Standort)            | Friedhofsmauer                                    | Um 1800, zum Teil erneuert | D-7-75-149-14 zugehörig | Friedhofsmauer         |
| Weißenhorner Straße 29 (Standort) | Katholisches Pfarrhaus                            | Zweigeschossiger Bau mit Pyramidendach und Rundbogenfenstern unter Archivolten, 1825 | D-7-75-149-13           | Katholisches Pfarrhaus |

### Hochbuch
| Lage                  | Objekt                                                      | Beschreibung | Akten-Nr.     | Bild                                                        |
| --------------------- | ----------------------------------------------------------- | --- | ------------- | ----------------------------------------------------------- |
| Hochbuch 1 (Standort) | Wohnhaus des ehemaligen Gutshofes des Roggenburger Klosters | Zweigeschossiger Fachwerkbau mit Satteldach, 1668 nach Kriegszerstörung wiedererrichtet, Anfang 20. Jahrhundert nach Brand verändert | D-7-75-149-17 | Wohnhaus des ehemaligen Gutshofes des Roggenburger Klosters |

### Ingstetten
| Lage                            | Objekt                              | Beschreibung | Akten-Nr.               | Bild           |
| ------------------------------- | ----------------------------------- | --- | ----------------------- | -------------- |
| Frauenstraße 4 (Standort)       | Bauernhaus                          | Zweigeschossiger Walmdachbau mit ehemaligem Stall im Erdgeschoss der Nordseite, um 1800, nach 1823 nach Süden erweitert                                                                                           | D-7-75-149-18           | weitere Bilder |
| Krumbacher Straße 15 (Standort) | Wohnhaus                            | Zweigeschossiger Fachwerkbau mit Walmdach, Erdgeschoss wohl massiv gemauert, um 1800, im Nordosten späterer Anbau                                                                                                 | D-7-75-149-21           | weitere Bilder |
| Krumbacher Straße 21 (Standort) | Katholische Filialkirche St. Agatha | Saalbau mit eingezogenem, außen dreiseitig geschlossenem Chor und Turm im nördlichen Chorwinkel, Turmunterbau und Chor wohl spätgotisch, ansonsten Neubau vielleicht von Thaddäus Rieff, 1790/91; mit Ausstattung | D-7-75-149-20           | weitere Bilder |
| Krumbacher Straße 21 (Standort) | Ehemaliger Friedhof                 | Ummauert, um 1791, Einfriedung gegen Norden und Westen erneuert | D-7-75-149-20 zugehörig | BW             |
| Krumbacher Straße 21 (Standort) | Portalpfeiler                       | Mit Ziervasen, um 1791 | D-7-75-149-20 zugehörig | Portalpfeiler  |

### Meßhofen
| Lage                            | Objekt                                                            | Beschreibung | Akten-Nr.               | Bild           |
| ------------------------------- | ----------------------------------------------------------------- | --- | ----------------------- | -------------- |
| Bgm.-Metzger-Weg 4 (Standort)   | Katholische Filialkirche St. Cosmas und Damian                    | Saalbau mit eingezogenem Polygonalchor und Turm im nördlichen Chorwinkel, im Kern spätgotisch, wohl letztes Viertel 15. Jahrhundert, Sakristeianbau und Umbau von Jakob Jehle, 1748, Turmoktogon mit Spitzhelm vielleicht von Johann Martin Kramer, 1760/61; mit Ausstattung                                                                                                   | D-7-75-149-22           | weitere Bilder |
| Heuweg 4 (Standort)             | Bauernhaus                                                        | Zweigeschossiger Bau mit Wohn- und Wirtschaftsteil und nach Osten abgewalmtem Satteldach, Obergeschoss in Fachwerk, 18. Jahrhundert | D-7-75-149-27           | Bauernhaus     |
| Illertisser Straße 3 (Standort) | Ehemaliges Fischerhaus                                            | Erdgeschossiger Fachwerkbau mit Walmdach auf hohem, gemauertem Sockel, 18. Jahrhundert; am Klosterweiher | D-7-75-149-7            | weitere Bilder |
| Illertisser Straße 5 (Standort) | Ehemalige Turmuhrenfabrik                                         | Symmetrischer, zweigeschossiger Baukörper mit Krüppelwalmdach, in der Mitte nach Norden ein ebenfalls zweigeschossiger, erhöhter Baublock mit Putzrustika und flachem Pyramidendach, 1895 | D-7-75-149-10           | weitere Bilder |
| Illertisser Straße 5 (Standort) | Wohnhaus                                                          | Zweigeschossig, mit Satteldach, Werkstatt und Schmiede, um 1860 | D-7-75-149-10 zugehörig | Wohnhaus       |
| Illertisser Straße 5 (Standort) | Turbinenhaus                                                      | 1898 | D-7-75-149-10 zugehörig | Turbinenhaus   |
| Kapellenstraße (Standort)       | Katholische Wallfahrtskapelle Mariahilf, sogenannte Wannenkapelle | Saalbau mit eingezogenem Polygonalchor, Anbau mit Ölbergkapelle südlich des Chors, Dachreiter über dem Westgiebel, Neubau des Chors an Stelle einer 1794 errichteten Kapelle nach Plänen des Roggenburger Baubeamten Panzer, 1845, 1873 ff. Anbau eines flachgedeckten Langhauses als offene Vorhalle, 1897/99 Schließung der Vorhalle, Um- und Anbau 1937/38; mit Ausstattung | D-7-75-149-23           | weitere Bilder |
| Kapellenstraße (Standort)       | 14 Kreuzwegstationen                                              | Mit reliefierten Tafeln, Ende 19. Jahrhundert | D-7-75-149-24           | weitere Bilder |
| Nordholzer Straße 38 (Standort) | Bauernhaus                                                        | Zweigeschossiger Satteldachbau mit Gesimsgliederung am Ostgiebel, Ende 18. Jahrhundert | D-7-75-149-25           | Bauernhaus     |

### Schießen
| Lage                                           | Objekt                                               | Beschreibung | Akten-Nr.               | Bild                               |
| ---------------------------------------------- | ---------------------------------------------------- | --- | ----------------------- | ---------------------------------- |
| Biberacher Straße (Ecke Dahlienweg) (Standort) | Wegkapelle                                           | Zweite Hälfte 19. Jahrhundert; mit Ausstattung | D-7-75-149-31           | Wegkapelle                         |
| Geranienweg (Standort)                         | Wegkapelle                                           | Rechteckig mit eingezogenem, halbrundem Schluss, nach 1823; mit Ausstattung | D-7-75-149-30           | weitere Bilder                     |
| Kirchplatz 1 (Standort)                        | Katholische Pfarr- und Wallfahrtskirche Mariä Geburt | Saalbau mit eingezogenem, halbrund geschlossenem Chor, flankiert von Taufkapelle und Sakristei, Turm im nördlichen Chorwinkel, erbaut durch Johann Schmuzer oder Valerian Brenner, 1681 ff., 1778 ff. klassizistisch verändert; mit Ausstattung | D-7-75-149-29           | weitere Bilder                     |
| Kirchplatz 1 (Standort)                        | Friedhof                                             | Mit Ummauerung | D-7-75-149-29 zugehörig | BW                                 |
| Stoffenrieder Straße 28 (Standort)             | Gasthaus, ehemaliges Wohnstallhaus                   | Zweigeschossiger Satteldachbau mit profilierten Giebelgesimsen, Ostgiebel in Fachwerk, im Kern 17. Jahrhundert, im 19. Jahrhundert verändert, moderner Anbau im Norden                                                                          | D-7-75-149-28           | Gasthaus, ehemaliges Wohnstallhaus |
| Zum Pfarrhof 4 (Standort)                      | Ehemaliges katholisches Pfarrhaus                    | Zweigeschossiger Walmdachbau, 1862; neubarockes, schmiedeeisernes Gartentor, 1905 | D-7-75-149-37           | Ehemaliges katholisches Pfarrhaus  |

### Schleebuch
| Lage                              | Objekt                          | Beschreibung | Akten-Nr.     | Bild           |
| --------------------------------- | ------------------------------- | --- | ------------- | -------------- |
| Sankt-Wendelin-Platz 1 (Standort) | Katholische Kirche St. Wendelin | Im Osten und Westen dreiseitig geschlossener Saalbau mit Westturm, 1680/81, Turm 1741 wohl von Simpert Kraemer; mit Ausstattung | D-7-75-149-32 | weitere Bilder |

### Unteregg
| Lage                            | Objekt                           | Beschreibung                                                                                         | Akten-Nr.     | Bild           |
| ------------------------------- | -------------------------------- | --- | ------------- | -------------- |
| Lachenäcker (Standort)          | Feldkreuz                        | Gusseisernes Kreuz auf Sandsteinpostament, bezeichnet „1906“                                         | D-7-75-149-35 | weitere Bilder |
| Sankt-Antonius-Weg 2 (Standort) | Katholische Kapelle St. Antonius | Saalbau mit eingezogener, halbrunder Apsis und Dachreiter über dem Westgiebel, 1730; mit Ausstattung | D-7-75-149-33 | weitere Bilder |

### Wenenden
| Lage                | Objekt      | Beschreibung                                                     | Akten-Nr.     | Bild           |
| ------------------- | ----------- | ---------------------------------------------------------------- | ------------- | -------------- |
| Wenenden (Standort) | Feldkapelle | Rechteckig mit eingezogenem, halbrunden Schluss, 19. Jahrhundert | D-7-75-149-36 | weitere Bilder |

## Abgegangene Baudenkmäler
In diesem Abschnitt sind Objekte aufgeführt, die früher einmal in der Denkmalliste eingetragen waren, jetzt aber nicht mehr existieren, z. B. weil sie abgebrochen wurden. Aktennummern in diesem Abschnitt sind ehemalige, jetzt nicht mehr gültige Aktennummern.

| Lage                                       | Objekt   | Beschreibung                                                                              | Akten-Nr.     | Bild     |
| ------------------------------------------ | -------- | ----------------------------------------------------------------------------------------- | ------------- | -------- |
| Ingstetten Jörg-Ebner-Straße 10 (Standort) | Wohnhaus | Zweigeschossiges Doppelhaus mit Satteldach, Obergeschoss in Fachwerk, 18./19. Jahrhundert | D-7-75-149-19 | Wohnhaus |